# (9998) ISO
(9998) ISO (1293 T-1) – planetoida z pasa głównego asteroid okrążająca Słońce w ciągu 3,18 lat w średniej odległości 2,16 j.a. Odkryta 25 marca 1971 roku.